# Ippolito Costa
Pour les articles homonymes, voir Costa et Costa (famille).
Ippolito Costa (Bologne ou Mantoue 1506 - Mantoue, 8 novembre 1561)  est un peintre italien de la renaissance qui fut actif à Mantoue.

## Biographie
Ippolito Costa est le fils de Lorenzo Costa le Vieux et le père de Lorenzo Costa le Jeune. 
Ses œuvres se situent à Mantoue.

## Œuvres
- Santa Agata, Duomo di Mantova.
- Deposizione, Chiesa dei Santi Gervasio e Protasio di Mantova.
- San Martino, Chiesa di San Martino  di Mantova.